# Kappa Boogie-Woogie
Kappa Boogie-Woogie (яп. 河童ブギウギ) — песня из фильма Odoru ryū kyūjō 1949 года с Хибари Мисорой и её первый изданный сингл.

## Основные сведения
Песня на слова Такаси Фудзиуры (1898-1979), композитор и автор аранжировки — Кэнка Асаи (1905-1968). Впервые исполнена в фильме кинокомпании Shochiku 1949 года Odoru ryū kyūjō (яп. 踊る龍宮城, букв. «Танцующий драконий дворец»; реж. Ясуси Сасаки), где Хибари исполняла роль ребёнка-каппы.
Впервые издана в виде сингла после подписания Хибари Мисорой контракта с Nippon Columbia стороной B на пластинке-миньоне с песней Tanoshii Sasayaki (яп. 楽しいささやき, букв. «Радостный шёпот») певца Нобору Кирисимы (1914-1984).
Впоследствии сингл минимум единожды переиздавался на аудио-CD, песня также неоднократно включалась в альбомы Мисоры.